# Archistes
Archistes is een geslacht van straalvinnige vissen uit de familie van donderpadden (Cottidae).

## Soorten
- Archistes biseriatus (Gilbert & Burke, 1912)
- Archistes plumarius Jordan & Gilbert, 1898